# Soroban

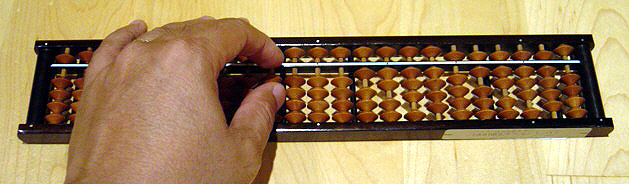
Moderner Soroban mit 4 + 1 Kugeln

Der Soroban (japanisch 算盤 ‚Rechenbrett‘, 十露盤 bzw. 珠盤 ‚Perlenbrett‘) ist der japanische Abakus, der üblicherweise auf dem Tisch liegend mit einer Hand bedient wird. Er besteht aus einem Rahmen und mehreren Stangen, auf denen sich Kugeln befinden. Große Sorobans enthalten über 20 dieser Stangen. Er ist flexibler, aber auch anspruchsvoller in der Bedienung als der in Europa übliche Schulabakus, da er durch eine Schiene in einen oberen (auch Himmel genannt) und einen unteren Teil geteilt wird. Im oberen Teil befindet sich jeweils eine Kugel, die den Wert 5 hat, im unteren vier oder fünf, die jeweils den Wert 1 haben. Der Soroban geht auf das chinesische Suànpán zurück, dessen oberer Teil allerdings jeweils zwei Kugeln enthält, um Rechnungen mit hexadezimalen Einheiten zu erleichtern (die in Japan unüblich waren).
Während das Suànpán in China schon im 14. Jahrhundert zum Alltag gehörte, verbreitete sich der Soroban in Japan erst seit dem 16. Jahrhundert. Rechenkünstler wie Mōri Shigeyoshi und Rechenbuchautoren wie Yoshida Mitsuyoshi machten ihn zu Beginn der Edo-Zeit populär. Der Soroban blieb bis ins 19. Jahrhundert ein unverzichtbares Rechenhilfsmittel für Schule und Beruf. Erst die Schulreformen zu Beginn der Meiji-Zeit, die westliche Rechentechniken forcierten, konnten ihn kurzzeitig verdrängen. Seit den 1920er Jahren erlebte er allerdings in der vereinfachten Form mit 4 + 1 Kugeln eine Renaissance. Geschickte Rechner erreichten mit Hilfe des Soroban eine höhere Rechengeschwindigkeit als die Benutzer mechanischer Rechenmaschinen. Erst durch erschwingliche elektronische Taschenrechner büßte er wieder an Bedeutung ein, er ist in Japan aber noch heute weit verbreitet.
Ähnlich wie bei in Japan beheimateten Kampfsportarten gibt es auch bei der Nutzung des Soroban ein Rangsystem, das bis zum 10. Dan reicht.

## Rezeption
- Abacus and Sword (2010): Es wird die Geschichte der Familie Inoyama erzählt, deren männliche Mitglieder zu Beginn der Meiji-Ära am Hofe als Buchhalter arbeiten und Meister des Soroban sind.